# Fortis Championships Luxembourg 2002
Il Fortis Championships Luxembourg 2002 è stato un torneo di tennis giocato sul cemento indoor. È stata la 12ª edizione del torneo, che fa parte della categoria Tier III nell'ambito del WTA Tour 2002. Il torneo si è giocato a Lussemburgo dal 21 al 27 ottobre 2002.

## Campionesse

### Singolare
Kim Clijsters ha battuto in finale  Magdalena Maleeva con il punteggio di 6–1, 6–2

### Doppio
Kim Clijsters /  Janette Husárová hanno battuto in finale  Květa Peschke /  Barbara Rittner con il punteggio di 4–6, 6–3, 7–5